# Ambrotipia

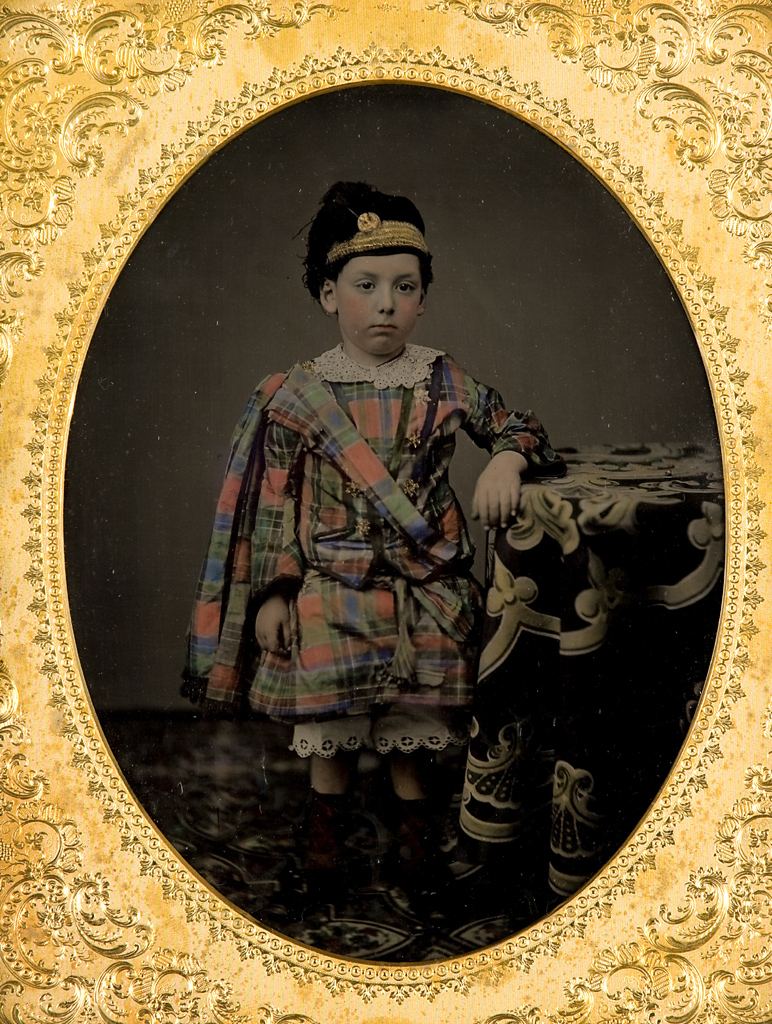
Ambrotipo coloreado a mano, hacia el año 1860.

La ambrotipia o amfitipia fue un procedimiento fotográfico usado a mediados del siglo XIX, especialmente entre los años 1855 y 1865. La imagen se encuentra en una capa de colodión sobre un soporte de vidrio. En realidad, es un negativo de colodión húmedo, que parece un positivo. Se obtiene una imagen deliberadamente subexpuesta, la que se ve en positivo al ser situada sobre un fondo negro.

## Procedimiento
Consiste en recubrir una cara de vidrio con colodión yodado, que después se sumerge en una solución de nitrato de plata. La placa de vidrio se subexpone de modo deliberado en la cámara mientras aún está húmeda. La sub-exposición necesaria dependerá de las características de la cámara y la iluminación del motivo. Posteriormente se debe revelar y fijar la imagen. El negativo resultante puede verse en positivo al ponerla sobre un fondo negro. Normalmente se trataba de retratos que con frecuencia se coloreaban a mano y se presentaban en cajitas de un modo similar a como se hacía con los daguerrotipos.

## Historia
En 1854 lo patentó  James Ambrose Cutting en los Estados Unidos, aunque su patente eran mejoras de un proceso. El colodión húmedo había sido inventado en 1852 por Frederick Scott Archer, que en colaboración con Peter Wickens Fry obtuvo unos resultados similares. Sin embargo, Cutting perfeccionó el proceso. No obstante en fuentes francesas se lo atribuyen al ingeniero Lemoyne.
El nombre de ambrotipo se lo dio Marcus A. Root, que era un daguerrotipista de Filadelfia. Sin embargo, en Gran Bretaña se conocían como "positivos al colodión".
En 1859, Enrique Godínez lo introdujo en España.